# حشره‌خوار دم‌کوتاه اورگلیدز
حشره‌خوار دم‌کوتاه اورگلیدز (نام علمی: Blarina peninsulae) نام یک گونه از سرده حشره‌خوار دم‌کوتاه آمریکایی است.